# Plivanje na OI 1992.

## Pojedinačna natjecanja

### 50 m slobodno
| Mjesto | Država | Plivač          | Vrijeme |
| ------ | ------ | --------------- | ------- |
| 1.     | ZND    | Aleksandr Popov | 21,91 s |
| 2.     | SAD    | Matt Biondi     | 22,09 s |
| 3.     | SAD    | Tom Jager       | 22,30 s |

| Mjesto | Država  | Plivačica     | Vrijeme |
| ------ | ------- | ------------- | ------- |
| 1.     | NR Kina | Yang Wenyi    | 24,79 s |
| 2.     | NR Kina | Yong Zhuang   | 25,08 s |
| 3.     | SAD     | Angel Martino | 25,23 s |

### 100 m slobodno
| Mjesto | Država    | Plivač          | Vrijeme |
| ------ | --------- | --------------- | ------- |
| 1.     | ZND       | Aleksandr Popov | 49,02 s |
| 2.     | Brazil    | Gustavo Borges  | 49,43 s |
| 3.     | Francuska | Stéphan Caron   | 49,50 s |

| Mjesto | Država   | Plivačica             | Vrijeme |
| ------ | -------- | --------------------- | ------- |
| 1.     | NR Kina  | Yong Zhuang           | 54,64 s |
| 2.     | SAD      | Jenny Thompson        | 54,84 s |
| 3.     | Njemačka | Franziska van Almsick | 54,94 s |

### 200 m slobodno
| Mjesto | Država  | Plivač          | Vrijeme     |
| ------ | ------- | --------------- | ----------- |
| 1.     | ZND     | Jewgeni Sadowy  | 1:46,70 min |
| 2.     | Švedska | Anders Holmertz | 1:46,86 min |
| 3.     | Finska  | Antti Kasvio    | 1:47,63 min |

| Mjesto | Država   | Plivačica             | Vrijeme     |
| ------ | -------- | --------------------- | ----------- |
| 1.     | SAD      | Nicole Haislett       | 1:57,90 min |
| 2.     | Njemačka | Franziska van Almsick | 1:58,00 min |
| 3.     | Njemačka | Kerstin Kielgaß       | 1:59,67 min |

### 400 m slobodno
| Mjesto | Država     | Plivač          | Vrijeme     |
| ------ | ---------- | --------------- | ----------- |
| 1.     | ZND        | Jewgeni Sadowy  | 3:45,00 min |
| 2.     | Australija | Kieren Perkins  | 3:45,16 min |
| 3.     | Švedska    | Anders Holmertz | 3:46,77 min |

| Mjesto | Država     | Plivačica    | Vrijeme     |
| ------ | ---------- | ------------ | ----------- |
| 1.     | Njemačka   | Dagmar Hase  | 4:07,18 min |
| 2.     | SAD        | Janet Evans  | 4:07,37 min |
| 3.     | Australija | Hayley Lewis | 4:11,22 min |

### 1500 m + 800 m slobodno
| Mjesto | Država     | Plivač         | Vrijeme      |
| ------ | ---------- | -------------- | ------------ |
| 1.     | Australija | Kieren Perkins | 14:43,48 min |
| 2.     | Australija | Glen Housman   | 14:55,29 min |
| 3.     | Njemačka   | Jörg Hoffmann  | 15:02,29 min |

| Mjesto | Država     | Plivačica    | Vrijeme     |
| ------ | ---------- | ------------ | ----------- |
| 1.     | SAD        | Janet Evans  | 8:25,52 min |
| 2.     | Australija | Hayley Lewis | 8:30,34 min |
| 3.     | Njemačka   | Jana Henke   | 8:30,99 min |

### 100 m leđno
| Mjesto | Država | Plivač         | Vrijeme |
| ------ | ------ | -------------- | ------- |
| 1.     | Kanada | Mark Tewksbury | 53,98 s |
| 2.     | SAD    | Jeff Rouse     | 54,04 s |
| 3.     | SAD    | David Berkhoff | 54,78 s |

| Mjesto | Država   | Plivačica           | Vrijeme     |
| ------ | -------- | ------------------- | ----------- |
| 1.     | Mađarska | Krisztina Egerszegi | 1:00,68 min |
| 2.     | Mađarska | Tünde Szabó         | 1:01,14 min |
| 3.     | SAD      | Lea Loveless        | 1:01,43 min |

### 200 m leđno
| Mjesto | Država  | Plivač              | Vrijeme     |
| ------ | ------- | ------------------- | ----------- |
| 1.     | Švedska | Martín López-Zubero | 1:58,47 min |
| 2.     | ZND     | Wladimir Selkow     | 1:58,87 min |
| 3.     | Italija | Stefano Battistelli | 1:59,40 min |

| Mjesto | Država     | Plivačica           | Vrijeme     |
| ------ | ---------- | ------------------- | ----------- |
| 1.     | Mađarska   | Krisztina Egerszegi | 2:07,06 min |
| 2.     | Njemačka   | Dagmar Hase         | 2:09,46 min |
| 3.     | Australija | Nicole Stevenson    | 2:10,20 min |

### 100 m prsno
| Mjesto | Država     | Plivač        | Vrijeme     |
| ------ | ---------- | ------------- | ----------- |
| 1.     | SAD        | Nelson Diebel | 1:01,50 min |
| 2.     | Mađarska   | Norbert Rózsa | 1:01,68 min |
| 3.     | Australija | Philip Rogers | 1:01,76 min |

| Mjesto | Država     | Plivačica          | Vrijeme     |
| ------ | ---------- | ------------------ | ----------- |
| 1.     | ZND        | Jelena Rudkovskaja | 1:08,00 min |
| 2.     | SAD        | Anita Nall         | 1:08,17 min |
| 3.     | Australija | Samantha Riley     | 1:09,25 min |

### 200 m prsno
| Mjesto | Država                 | Plivač            | Vrijeme     |
| ------ | ---------------------- | ----------------- | ----------- |
| 1.     | SAD                    | Michael Barrowman | 2:10,16 min |
| 2.     | Mađarska               | Norbert Rózsa     | 2:11,23 min |
| 3.     | Ujedinjeno Kraljevstvo | Nick Gillingham   | 2:11,29 min |

| Mjesto | Država  | Plivačica     | Vrijeme     |
| ------ | ------- | ------------- | ----------- |
| 1.     | Japan   | Kyōko Iwasaki | 2:26,65 min |
| 2.     | NR Kina | Li Lin        | 2:26,85 min |
| 3.     | SAD     | Anita Nall    | 2:26,88 min |

### 100 m leptir
| Mjesto | Država  | Plivač        | Vrijeme |
| ------ | ------- | ------------- | ------- |
| 1.     | SAD     | Pablo Morales | 53,32 s |
| 2.     | Poljska | Rafal Szukala | 53,35 s |
| 3.     | Surinam | Anthony Nesty | 53,41 s |

| Mjesto | Država    | Plivačica                 | Vrijeme |
| ------ | --------- | ------------------------- | ------- |
| 1.     | NR Kina   | Hong Qian                 | 58,62 s |
| 2.     | SAD       | Christine Ahmann-Leighton | 58,74 s |
| 3.     | Francuska | Catherine Plewinski       | 59,01 s |

### 200 m leptir
| Mjesto | Država      | Plivač          | Vrijeme     |
| ------ | ----------- | --------------- | ----------- |
| 1.     | SAD         | Melvin Stewart  | 1:56,26 min |
| 2.     | Novi Zeland | Danyon Loader   | 1:57,93 min |
| 3.     | Francuska   | Franck Esposito | 1:58,51 min |

| Mjesto | Država     | Plivačica      | Vrijeme     |
| ------ | ---------- | -------------- | ----------- |
| 1.     | SAD        | Summer Sanders | 2:08,67 min |
| 2.     | NR Kina    | Wang Xiaohong  | 2:09,01 min |
| 3.     | Australija | Susie O’Neill  | 2:09,03 min |

### 200 m mješovito
| Mjesto | Država   | Plivač          | Vrijeme     |
| ------ | -------- | --------------- | ----------- |
| 1.     | Mađarska | Tamás Darnyi    | 2:00,76 min |
| 2.     | SAD      | Gregory Burgess | 2:00,97 min |
| 3.     | Mađarska | Attila Czene    | 2:01,00 min |

| Mjesto | Država   | Plivačica      | Vrijeme     |
| ------ | -------- | -------------- | ----------- |
| 1.     | NR Kina  | Li Lin         | 2:11,65 min |
| 2.     | SAD      | Summer Sanders | 2:11,91 min |
| 3.     | Njemačka | Daniela Hunger | 2:13,92 min |

### 400 m mješovito
| Mjesto | Država   | Plivač        | Vrijeme     |
| ------ | -------- | ------------- | ----------- |
| 1.     | Mađarska | Tamás Darnyi  | 4:14,23 min |
| 2.     | SAD      | Eric Namesnik | 4:15,57 min |
| 3.     | Italija  | Luca Sacchi   | 4:16,34 min |

| Mjesto | Država   | Plivačica           | Vrijeme     |
| ------ | -------- | ------------------- | ----------- |
| 1.     | Mađarska | Krisztina Egerszegi | 4:36,54 min |
| 2.     | NR Kina  | Li Lin              | 4:36,73 min |
| 3.     | SAD      | Summer Sanders      | 4:37,58 min |

## Štafetna natjecanja

### 4x100 m slobodno
| Mjesto | Država   | Plivači | Vrijeme     |
| ------ | -------- | --- | ----------- |
| 1.     | SAD      | Joseph Hudepohl Matt Biondi Tom Jager Jon Olsen Kvalifikacije: Shaun Jordan, Joel Thomas                              | 3:16,74 min |
| 2.     | ZND      | Pawel Chnykin Gennadi Prigoda Juri Beškatov Aleksandr Popov Kvalifikacije: Wladimir Pyschnenko, Weniamin Tajanowitsch | 3:17,56 min |
| 3.     | Njemačka | Christian Tröger Dirk Richter Steffen Zesner Mark Pinger Kvalifikacije: Andreas Szigat, Bengt Zikarsky                | 3:17,90 min |

| Mjesto | Država   | Plivačice | Vrijeme     |
| ------ | -------- | --- | ----------- |
| 1.     | SAD      | Nicole Haislett Angel Martino Jennifer Thompson Dara Torres Kvalifikacije: Ashley Tappin, Christine Ahmann-Leighton  | 3:39,46 min |
| 2.     | NR Kina  | Yong Zhuang Lu Bin Yang Wenyi Le Jingyi Kvalifikacije: Kun Shao                                                      | 3:40,12 min |
| 3.     | Njemačka | Franziska van Almsick Daniela Hunger Simone Osygus Manuela Stellmach Kvalifikacije: Kerstin Kielgaß, Annette Hadding | 3:41,60 min |

### 4x200 m slobodno
| \| Mjesto \| Država \| Plivači \| Vrijeme \| \| ------ \| ------- \| ------------------------------------------------------------------------------------------------------------------- \| ----------- \| \| 1. \| ZND \| Dmitri Lepikow Wladimir Pyschnenko Weniamin Tajanowitsch Jewgeni Sadowy Im Vorlauf: Alexei Kudriawtsow, Juri Muchin \| 7:11,95 min \| \| 2. \| Švedska \| Anders Holmertz Tommy Werner Lars Frölander Christer Wallin \| 7:15,51 min \| \| 3. \| SAD \| Joseph Hudepohl Melvin Stewart Jon Olsen Douglas Gjertsen Im Vorlauf: Scott Jaffe, Daniel Jorgensen \| 7:16,23 min \| | Utrka nije bila u programu natjecanja na OI. | |             |
| Mjesto | Država                                       | Plivači | Vrijeme     |
| 1. | ZND                                          | Dmitri Lepikow Wladimir Pyschnenko Weniamin Tajanowitsch Jewgeni Sadowy Im Vorlauf: Alexei Kudriawtsow, Juri Muchin | 7:11,95 min |
| 2. | Švedska                                      | Anders Holmertz Tommy Werner Lars Frölander Christer Wallin                                                         | 7:15,51 min |
| 3. | SAD                                          | Joseph Hudepohl Melvin Stewart Jon Olsen Douglas Gjertsen Im Vorlauf: Scott Jaffe, Daniel Jorgensen                 | 7:16,23 min |

### 4x100 m mješovito
| Mjesto | Država | Plivači | Vrijeme     |
| ------ | ------ | --- | ----------- |
| 1.     | SAD    | Jeff Rouse Nelson Diebel Pablo Morales Jan Olsen Im Vorlauf: David Berkoff, Hans Dersch, Melvin Stewart, Matt Biondi            | 3:36,93 min |
| 2.     | ZND    | Wladimir Selkow Wassili Iwanow Pawel Chnykin Aleksandr Popov Im Vorlauf: Wladimir Pyschnenko, Wladislaw Kulikow, Dimitri Wolkow | 3:38,56 min |
| 3.     | Kanada | Mark Tewksbury Jonathan Cleveland Marcel Gery Stephen Clarke Im Vorlauf: Thomas Ponting                                         | 3:39,66 min |

| Mjesto | Država   | Plivačice | Vrijeme     |
| ------ | -------- | --- | ----------- |
| 1.     | SAD      | Christine Ahmann-Leighton Lea Loveless Anita Nall Jennifer Thompson Im Vorlauf: Elizabeth Wagstaff, Megan Kleine, Summer Sanders, Nicole Haislett | 4:02,54 min |
| 2.     | Njemačka | Franziska van Almsick Jana Dörries Dagmar Hase Daniela Hunger Im Vorlauf: Daniela Brendel, Bettina Ustrowski, Simone Osygus                       | 4:05,19 min |
| 3.     | ZND      | Nina Živanevskaja Olga Kiritschenko Natalia Meschtscherjakowa Jelena Rudkowskaja Im Vorlauf: Jelena Tschubina                                     | 4:06,44 min |